# Valentine Fleming
Pour les articles homonymes, voir Fleming.
Valentine Fleming, né le 17 février 1882 à Newport-on-Tay et mort le 20 mai 1917 près d'Épehy dans la Somme,,, est un banquier et homme politique britannique. Il est le père des écrivains Peter Fleming et Ian Fleming.

## Biographie
Fils d'un riche homme d'affaires, Valentine Fleming est éduqué au collège d'Eton puis étudie au Magdalen College de l'université d'Oxford, où il s'avère être un excellent rameur et athlète. Il y obtient une licence d'Histoire en 1905. Il se marie et, avec l'aide financière de son père, achète le manoir de Braziers Park dans le sud de l'Oxfordshire. Il aura quatre enfants, tous des garçons, dont Peter est l'aîné et Ian le deuxième. Il travaille auprès de son père dans le milieu de la finance à la cité de Londres. Dans le même temps, il est volontaire dans le régiment de yeomanry (milice à cheval) des Queen's Own Oxfordshire Hussars.
Candidat pour le Parti conservateur dans la circonscription de Henley aux élections législatives de janvier 1910, il fait très activement campagne en prônant un retour au protectionnisme et une politique de préférence impériale - c'est-à-dire d'octroi de préférence commerciale aux dominions de l'Empire britannique. Il est élu face au député libéral sortant, et réélu lors des élections anticipées en décembre, siégeant sur les bancs de l'opposition au gouvernement libéral de Herbert Asquith. À la Chambre des communes, il prend la parole pour s'opposer à la volonté du gouvernement de réduire nettement les pouvoirs de la Chambre des lords, dont il estime qu'elle exerce un rôle utile. Les désaccords partisans et la tumulte de la vie politique lui déplaisent, toutefois, et en 1913 il décide qu'il ne briguera pas de nouveau mandat. Son père approchant de la retraite, Valentine Fleming compte consacrer davantage de son temps à son travail à la banque familiale, Robert Fleming and Co.,.

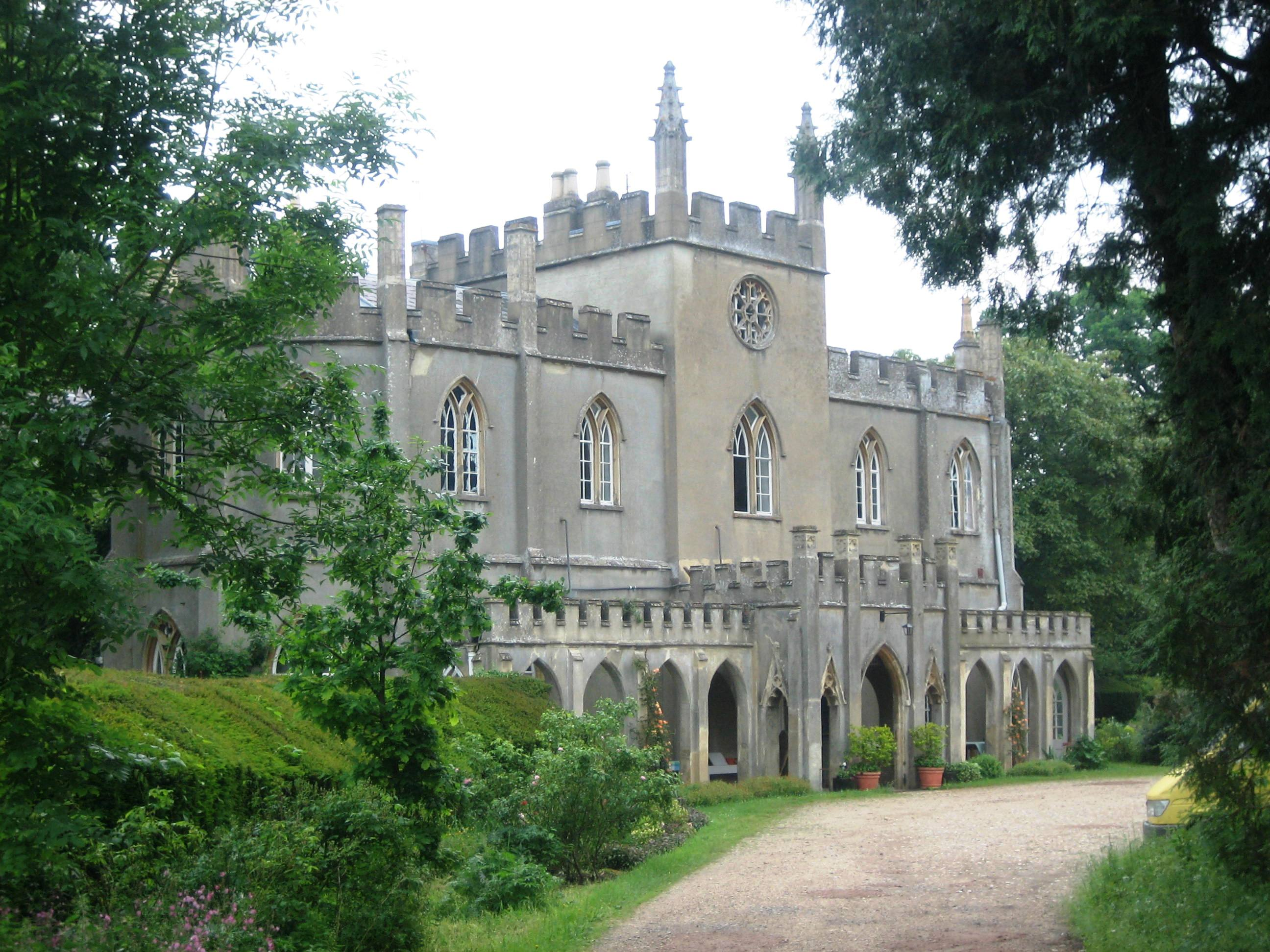
Le manoir de Braziers Park dans le comté de l'Oxfordshire.

À l'entame de la Première Guerre mondiale, Valentine Fleming a le grade de capitaine dans les Oxfordshire Hussars, déployés sur le front de l'Ouest. Appartiennent également à ce régiment son frère Philip, champion olympique d'aviron aux Jeux olympiques de 1912, et le député libéral Winston Churchill, son ami. Fleming participe à la première bataille d'Ypres et est promu major. Il écrit à Churchill : « Jours et nuits ici sont rendus hideux par le fracas, le sifflement et le grondement de toutes sortes de projectiles, par les colonnes sinistres de fumée et de flammes, par les cris d'hommes blessés, par les appels piteux d'animaux abandonnés, affamés, peut-être blessés. [...] Ça va être une longue, longue guerre, bien que tous les hommes qui y participent veuillent qu'elle s'arrête dès maintenant ». Tôt le matin du 20 mai 1917, il est tué par un bombardement allemand à la ferme de Gillemont, près d'Épehy ; atteint par un obus, il meurt instantanément. Décoré à titre posthume de l'ordre du Service distingué, il est inhumé au cimetière militaire britannique à Templeux-le-Guérard,. Il est l'un des quarante-trois parlementaires britanniques morts durant la Guerre et commémorés par un mémorial à Westminster Hall, dans l'enceinte du palais de Westminster où siège le Parlement.
C'est Winston Churchill qui écrit sa nécrologie pour le journal The Times, texte qui sera conservé précieusement par son fils Ian Fleming, le créateur de James Bond.